# Rast
Rast é uma comuna romena localizada no distrito de Dolj, na região de Oltênia. A comuna possui uma área de 82.12 km² e sua população era de 3600 habitantes segundo o censo de 2007.